# Thomas Hedberg
Thomas Hedberg (2 de febrero de 1886-11 de septiembre de 1954) fue un deportista británico que compitió en vela en la clase bote 18 ft. Participó en los Juegos Olímpicos de Amberes 1920, obteniendo una medalla de oro en la clase bote 18 ft.

## Palmarés internacional
| Juegos Olímpicos | Juegos Olímpicos  | Juegos Olímpicos | Juegos Olímpicos |
| Año              | Lugar             | Medalla          | Clase            |
| ---------------- | ----------------- | ---------------- | ---------------- |
| 1920             | Amberes (Bélgica) | Medalla de oro   | Bote 18 ft       |